# Љубинка Ћулафић
Љубинка Ћулафић (Београд, 10. децембар 1937) српски је  професор Биолошког факултета Универзитета у Београду, доктор биолошких наука и дугогодишњи сарадник Института за биолошка истраживања Синиша Станковић.

## Биографија
Љубинка Ћулафић рођена је 10. децембра 1937. године у Београду. Основну и средњу школу завршила је у Цетињу, Црној Гори. Године 1960. је дипломирала на Природно-математичком факултету Универзитета у Београду. Године 1972. одбранила је магистарску тезу из физиологије биљака, а 1977. докторску дисертацију Испитивање улога фитохормона у развићу вегетативних и репродуктивних органа дводомих биљака Spinacia oleracea L. и Rumex acetosella L.

### Научно-истраживачки рад
Научно-истраживачки рад Љубинке Ћулафић од почетка се одвијао у области изучавања физиологије цветања са аспекта фотопериодске и хормоналне регулације, а затим експесије пола двотомних биљака. Објекти на коме су се вршила истраживања су били: Spinacia oleracea, Cannabis sativa, Rumex acetosella, Rumex acetosa. Резултати истраживања су нарочито значајни за област развојне физиологије биљака. Биљке добијене соматском ембриогенезом  су даље испитиване у погледу фотопериодске реакције и генетске стабилности у односу на детерминацију пола после примене хормона у култури in vitro.

### Наставни рад
Током своје универзитетске каријере водила је вежбе у оквиру курса Физиологија биљака. Држала је вежбе и из Анатомије биљака. Избором у доцентско звање 1979. почела је да држи наставу из основног предмета Физиологија биљака. Држала је наставу из истог предмета у Крагујевцу на Природно-математичком факултету. Поред основног курса држала је наставу на изборном предмету Фитохормони. Дуги низ година радила је са ученицима средњих школа у оквиру такмичења Наука младима. Била је ментор и члан комисија за одбрану магистарских, мастер теза и докторских дисертација.

## Одабрана библиографија

### Монографије
- Испитивање улога фитохормона у развићу вегетативних и репродуктивних органа дводомих биљака Spinacia oleracea L. и Rumex acetosella L. :  докторска дисертација, 1977.
- Специјална ботаника : за III разред средњег усмереног образовања природно-техничке струке, биотехничког смера, 1979.
- Биологија : за II разред средњег образовања и васпитања природно-математичке струке, 1988.
- Физиологија биљака: практикум, 1992.
- Милоје Р. Сарић : живот и дело, коауторство, 1995.
- Југословенско друштво за физиологију биљака : историјат - научна активност - чланство : 1966-1996, 1999.
- Физиологија биљака, више издања
- Биологија : за III разред гимназије : (природно-математички смјер и општа гимназија), 2011.
- Биологија : за 2. разред опште гимназије, 2014.

### Периодика
- Cvetković-Muntanjola,M., Nešković,M., Ćulafić,Lj. (1968): Morphogenic response of Aspergillus aureolatus Munt.-Cvet.& Bata to different carbohydrates and light. - Bull.Inst.Jard.Bot.,Univ.Belg. 3:29-34
- Nešković,M., Ćulafić,Lj. (1968): The influence of light on the content of growth substances in pea shoots.I.Effect of red light in the extractable indole auxins. - Bull.Inst.Jard.Bot.,Univ.Belg. 3:255-262
- Čajlahjan, M.H., Martinović-Ćulafić, Lj., Kočankov, V.G. (1969): O himičeskoj reguljaciii rosta i formirovanija generativnih organov dvudomnih rastenij. Dokladi Akad.Nauk. SSSR 189:662-665
- Ćulafić, Lj. (1973): Induction of flovering of isolated Spinacia oleracea buds in sterile culture.- Bull.Inst.Jard.Bot.,Univ.Belgrade 8:53-65
- Ćulafić,Lj., Nešković,M. (1974): Indole auxins in spinach plants grown in long and short days. - Biol.Plant. 16:359-65
- Ćulafić,Lj., Nešković,M. (1975): A study of auxins and gibberellins during shoot development in Spinacia oleracea L. -	Arh.biol.nauka	26:19-22
- Ćulafić,lj., Nešković,M. (1976): Studies on endogenous hormones and inhibitors in dioecious plant Rumex acetosella during vegetative growth and development of floral stuctures. - Acta Univ.N.Copernici,Biol.XVIII,(Torun) 37:19-26
- Ćulafić,Lj., Samofalova,A., Nešković,M. (1987): In vitro organogenesis in two dioecious species, Rumex acetosella and R. acetosa L. (Polygonaceae). - Plant Cell Tissue and Organ Culture. 11:125-131
- Ćulafić,Lj., Budimir,S., Vujičić,R., Nešković,M. (1987): Induction of somatic embryogenesis and embryo development in Rumex acetosella L. - Plant Cell Tissue and Organ Culture 11:133-139
- Živanović, B., Ćulafić, Lj. (1992): Photoperiodic induction of flowering in green and photobleached Chenopodium rubrum L. ecotype 184- a short-day plant. Biologia Plantarum 34(5-6): 457-460.
- Ružić, Dj.,Cerović, R., Ćulafić, Lj. (2000): Relationship between the concentration of macroelements, their uptake and multiplication of cherry rootstock Gisela 5 in vitro, Plant Cell Tissue and Organ Culture, vol. 63, br. 1, str. 9-14
- Mitrović, A., Živanović, B., Ćulafić, Lj. (2000): The effects of photoperiod, glucose and gibberellic acid on growth in vitro and flowering of Chenopodium murale. Biologia Plantarum 43 (2): 173-177.
- Mitrović, A., Živanović, B., Ćulafić, Lj. (2000): The effects of growth regulators on flowering of Chenopodium murale plants in vitro. Biologia Plantarum 43 (3): 451-454
- Ružić, Dj., Cerović, R., Ćulafić, Lj. (2006): The effect of inheriting factor on mineral nutrition of low vigorous sweet cherry rootstocks, Proceedings of the Vth International Symposium on in Vitro Culture and Horticulture Breeding, Vols 1 and 2, vol. , br. 725, str. 385-389
- Mitrović, A., Giba, Z., Ćulafić, Lj. (2007) The photoperiodic control of growth and development of Chenopodium rubrum L. plants in vitro. Archives of biological sciences, Belgrade 59(3): 203-208.
- Stojičić, D., Uzelac, B., Janošević, D., Ćulafić, Lj., Budimir, S. (2007):Induction of somatic embryogenesis in Pinus heldreichii culture, Archives Of Biological Sciences, vol. 59, br. 3, str. 199-202
- Dmitrović, S., Mitić, N., Zdravković-Korać, S., Vinterhalter, B., Ninković, S., Ćulafić Lj. (2010): Hairy roots formation in recalcitrant-to-transform plant Chenopodium rubrum L. Biologia Plantarum 54 (3): 566-570.
- Mitrović, A., Bogdanović, J., Giba, Z., Ćulafić, Lj. (2010): Effect of photoperiod during growth of Chenopodium rubrum mother plants on properties of offspring. Biologia Plantarum 54: 735-739.

### Конгресна саопштења
- Nešković,M.,Ćulafić,Lj. (1967): Effect of light on the content of growth substances in pea shoots. Eur.Symp.Photochem.Photobiol. in Plant Physiol., Hvar, Knjiga abstrakta p. 75
- Cvetković-Muntanjola,M., Nešković,M., Ćulafić,Lj. (1968): Morfogenetske reakcije Aspergillus aureolatus Munt.- Cvet. et Bata prema različitim ugljenim hidratima i svetlosti. I Kongr.Mikrobiol.Jug., Beograd, Knjiga abstrakta	p. 432
- Nešković,M., Ćulafić,Lj. (1969): Uticaj svetlosti na metabolizam nekih azotnih jedinjenja u stablu graška. III Kongr.Biol.Jug.,Ljubljana,Knjiga abstrakta	p. 194
- Ćulafić,Lj., Nešković,M. (1969): Analiza endogenih auksina kod biljke dugog dana Spinacia oleracea u toku fotoperiodske indukcije. - III Kongr.biol.Jug., Ljubljana, Knjiga referata p. 87
- Ćulafić, Lj. (1986): Kultura tkiva kiselice Rumex acetosella L. VII Kongr. Biol.Jug., Budva, Knjiga abstrakata p. 289
- Ćulafić, Lj., Samofalov, A., Budimir, S. (1986): Rumex acetosella L. v culture in vitro modelnaja sistema dla izučenija procesa morfogeneza. 22. NKS I Simp. Zemalja članica SEV o temi 19.02K, Tezisi dokladov, p. 43
- Kozomara, B. Tešević, V. Ćulafić, Lj. (1987): Endogeni giberelini kod klonova muških i ženskih biljaka Rumex acetosella, gajenih na različitim fotoperiodima. VIII Simp.JDBF, Tuheljske Toplice, Knjiga sažetaka, p. 73
- Budimir, S,. Ćulafić, Lj., Lj., Vujičić, R. (1987): Varijabilnost somatske embriogeneze kod različitih klonova muških i ženskih biljaka Rumex acetosella L. VIII Simp.JDBF, Tuheljske Toplice, Knjiga sažetaka, p. 107
- Živanović, B., Ćulafić, Lj., Vučinić, Ž., Mitrović, A. (1997) Changes of physiological and electrophysiological parameters during flower induction in Chenopodium rubrum L. and Chenopodium murale L. Workshop on flowering, Prague, Checz. Rep.
- Živanović, B., Ćulafić, Lj., Vučinić, Ž., Mitrović, A. (1997) Photoperiodic flowering induction of Chenopodium rubrum L. and C. murale L. plants. 1st Balkan Botanical Congress, Thessaloniki, Greece, September 19-22, Book of Abstracts 373.
- Ćulafić, Lj., Živanović, B., Mitrović, A. (1998) The effect of continuous darkness on in vitro flowering of Chenopodium rubrum L. and C.murale L.. The 11th FESPP Congress. Bulgarian Journal of Plant Physiology, Special issue, 7-11 September 1998, Varna, Bulgaria, 79.
- Živanović, B., Ćulafić, Lj. Mitrović, A. (1998): The effect of glucose and gibberellic acid on growth and in vitro flowering of Chenopodium rubrum L. and C.murale L.. The 11th FESPP Congress. Bulgarian Journal of Plant Physiology, Special issue 1998, 7-11 September 1998, Varna, Bulgaria, 80.
- Lj. Ćulafić, A. Mitrović, B. Živanović (2002): Autonomous control of flowering in vitro, Nato-Russia joint scientscientific and technological cooperation, Nato-Russia advanced research workshop, Phytohormones in plant biotechnology and agriculture, Moscow, 12-16 May 2002, Book of abstracts